# Калин, Борис
Борис Калин (словен. Boris Kalin; 24 июня 1905 — 22 мая 1975) — югославский и словенский скульптор, педагог. Действительный член Словенской академии наук и искусств (1953).

## Биография
Родился в Солкан, пригороде г. Нова-Горица (тогда в Австро-Венгрии)
Окончил техническую школу в Любляне, затем в 1924 и 1929 г. продолжил обучение в Загребской Академии художеств под руководством профессоров Рудольфа Вальдеца , Франко Кржнича, Иво Кредича и Ивана Мештровича.
В 1945—1970 г. Б. Калин являлся преподавателем отделения скульптуры в Академии изящных искусств в Любляне, дважды был его деканом.
Воспитал поколение югославских скульпторов, которые стали видными европейскими мастерами.
Участник многих групповых выставок Союза художников Югославии, Словенского общества художников в Белграде, а также выставок югославского искусства в Москве, Ленинграде, Братиславе, Праге, Варшаве, Кракове, Будапеште и других городах.
Умер в Любляне.
Его младший брат Зденко Калин также был известным словенским скульптором.

## Творчество
Борис Калин — автор классических скульптурных портретов и памятников. Один из немногих словенских скульпторов, занимавшихся резьбой по камню.

## Избранные работы
- Памятник павшим воинам и заложникам (1949—1953) в Бегунце
- Памятник «Гравийный карьер» в Любляне, 1947 (место, где во время Второй мировой войны итальянские оккупанты в 1942—1943 годах расстреляли десятки заложников)
- Памятник народному герою Словении Тоне Томшичу в Любляне
- Памятник сплавщикам на левом берегу р. Савиня в г. Целе
- Памятник Александру I Карагеоргиевичу для г. Марибора (не был поставлен)

Отдельные его скульптуры хранятся сейчас в замке Брдо в художественной коллекции современного искусства Словении.

## Награды и премии
За свои работы трижды был удостоен высшей награды в области художественного и научного творчества в Словении — премии Prešeren:
- 1947 год — за статую «Пятнадцатилетняя девочка» (Petnajstletna),
- 1948 год — за бюст маршала И. Броз Тито,
- 1950 год — за Памятник Народно-освободительной войны (Spomenik narodnoosvobodilni borbi)